# Ouratea tuerckheimii
Ouratea tuerckheimii là một loài thực vật có hoa trong họ Ochnaceae. Loài này được Donn. Sm. mô tả khoa học đầu tiên năm 1902.